# Mangrai

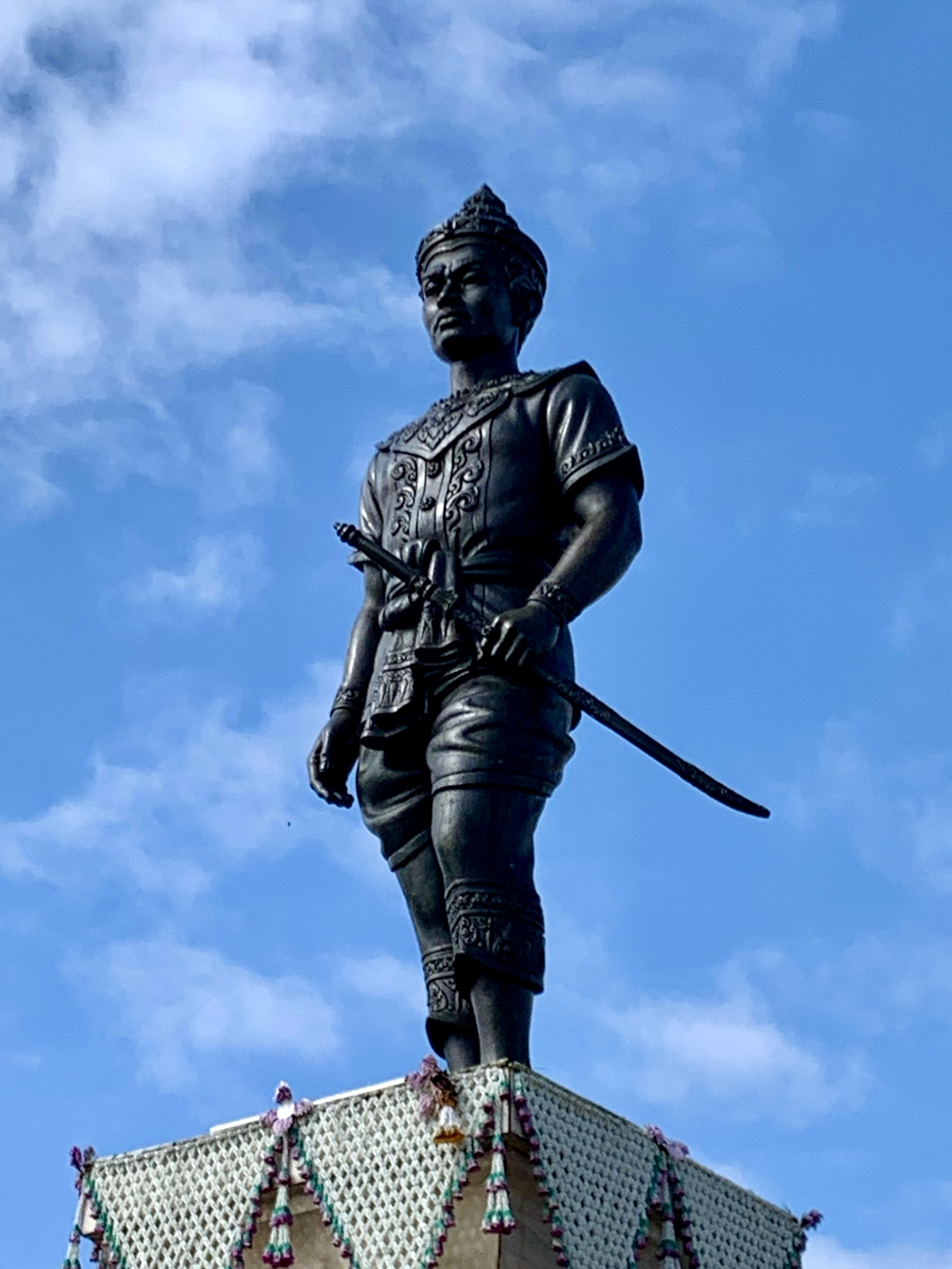
Monument de Mengrai à Chiang Rai.

Mangrai Le Grand (thaï : พ่อขุนมังราย, 1238-1317) est le fondateur du Lanna, un royaume thaï ayant pour capitale Chiang Mai, importante ville du Nord de la Thaïlande.
Issu d'une lignée de rois thaï, il accéda au trône en 1259. Puissant et charismatique il établit rapidement sa domination sur les principautés voisines, avant de déplacer sa capitale à Chiang Rai, qu'il fonda en 1262, puis à Fang en 1268.
En 1280, il conclut un traité de paix avec le roi de Sukhothaï Ramkhamhaeng et le roi Ngam Muang, puissant dirigeant de Phayao, pour défendre leurs états contre la menace de l'Empire mongol.
Il s'empara de la riche cité-état môn d'Hariphunchai (thai: หริภุญชัย, l'actuelle Lamphun) en 1292 et fonda une nouvelle capitale, Wiang Kum Kam, puis une autre, Chiang Mai, le 12 avril 1296.

## Jeunesse
Mangrai est né le 2 octobre 1238 à Ngoen Yang (actuellement Chiang Saen (en)), sur les berges du Mékong. Il était fils d'un dirigeant local, Lao Meng, et de son épouse Ua Ming Chommueang, une princesse de Chiang Rung, cité Tai Lü du Sipsongpanna (actuelle préfecture autonome dai de Xishuangbanna, au Yunnan).
En 1259, Mangrai succéda à son père et devint le premier roi indépendant des principautés tais du Nord du Lanna et de l'actuel Laos. Constatant qu'elles étaient désunies et vulnérables, il s'empara rapidement de Muang Lai, Chiang Kham et Chiang Khong et établit des alliances avec les autres.
En 1262, il fonda Chiang Rai, sa nouvelle capitale dans le bassin de la Kok (un affluent du Mékong). Il semble aussi avoir opéré durant cette période dans la région de Fang, également dans la haute-vallée de la Kok.

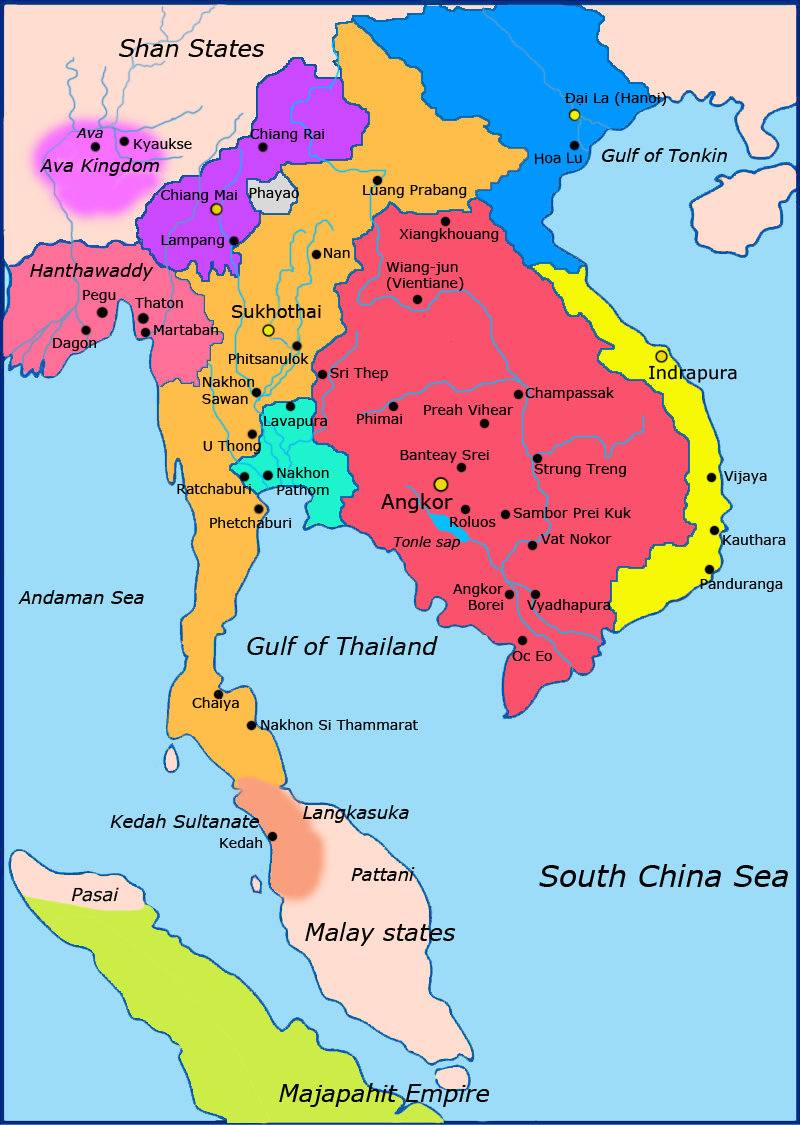
L'Asie du Sud-Est en 1300 :
Violet : Lanna
Gris : Phayao
Orange : royaume de Sukhothaï
Bleu clair : royaume de Lavo
Rouge : Empire khmer
Jaune : Champa
Bleu : Dai Viet
Rose : royaume d'Ava
Saumon : royaume d'Hanthawaddy
Vert pâle : Majapahit.

En 1280, il rétablit la paix entre le roi Ngam Muang de Phayao et le roi Ramkhamhaeng de Sukhothaï, qui avait séduit la reine du premier ; il réussit ensuite à leur faire conclure un traité d'alliance pour protéger leurs trois états de l'expansion de l'Empire mongol.
ALors qu'il se trouvait à Fang, il aurait reçu la visite de marchands môns d'Hariphunchai (l'actuelle Lamphun) et les rumeurs de la richesse de la ville le décida à la conquérir, même contre l'avis de ses conseillers.
Selon la légende, comme il semblait impossible de la prendre par force, il envoya un marchand du nom d'Ai Fa gagner la confiance du roi Yi Ba : celui-ci devint Premier ministre et s'arrangea pour saper l'autorité du roi.
En 1292, alors que des troubles secouaient Haripunchai, Mangrai s'en empara et l'ajouta à son royaume. Le roi Yi ba fut obligé de s'enfuir à Lampang.

## Époque de Chiang Mai
En 1292, Mangrai déplaça sa capitale sur un nouveau site, Wiang Kum Kam, qu'il abandonna en 1296 pour commencer la construction de Chiang Mai (litt. « Ville nouvelle ») sur la rive ouest de la Ping. Depuis cette date, la ville a toujours été plus ou moins la capitale des provinces du Nord de la Thaïlande.
Quelques années plus tard, le roi Boek de Lampang, fils de Yi Ba, attaqua Chiang Mai à la tête d'une grande armée. Mangrai et son fils le prince Khram, se portèrent à sa rencontre. Le prince Khram et le roi Boek s'affrontèrent en combat singulier à dos d'éléphant à Khua Mung, un village près de Lamphun. Le roi Boek fut vaincu et se replia avec le reste de son armée. Alors qu'il traversait la chaîne de Doi Khun Tan entre Lamphun et Lampang, il fut capturé et mis à mort. Les troupes du Lanna occupèrent Lampang et Yi Ba dut fuir à nouveau, cette fois à Phitsanulok (dans le royaume de Sukhothaï).

## Mort et succession
Le fils aîné de Mangrai tenta de s'emparer du trône, mais il échoua et fut exécuté, son second fils Khun Kham fut nommé prince héritier. Mangrai mourut en 1317 à Chiang Mai : il aurait été frappé par la foudre au cours d'un orage sur le marché de la ville.
Il s'ensuivit une période de trouble, avec pas moins de six rois en onze ans, mais elle n'eut pas de conséquence sur la survie du Lanna, car les autres puissances du Nord étaient aux prises avec leurs propres problèmes et dans le Sud le royaume de Sukhothaï était lui aussi affaibli.
Le Lanna ne retrouva pas la stabilité avant l'accession au trône de son petit-fils Kham Fu en 1328.